# قائمة عناصر التراث الثقافي الفلسطيني غير المادي

هذه قائمة عناصر التراث الثقافي الفلسطيني غير المادي وتشير إلى عناصر التراث الثقافي غير المادي في التراث الثقافي لدولة فلسطين وهي مختصرة ويجب معرفتها، وتشمل المعرفة التقليدية بما في ذلك المهرجانات والموسيقى والعروض والاحتفالات والحرف اليدوية والتراث الشفهي.
كانت الحكاية الفلسطينية أولى العناصر الفلسطينية التي تُدرجها اليونسكو ابتداءً من 2008؛ تلاها إدراج التطريز الفلسطيني في 2021. كما أُدرجت الخطوط المشتركة مع الدول العربية الأخرى لفن الخط العربي وزراعة النخيل واستخدامه في عامي 2021 و2022 على التوالي. وقد ترشحت أربعة عناصر أخرى لإدراجها: الدبكة وصناعة الصابون النابلسي في دولة فلسطين، ونقش المعادن، والحناء، مع دول عربية أخرى.

## خلفية مسبقة
قُدمت استثمارات كبيرة في حماية التراث الثقافي الفلسطيني في 1993، نتيجة اتفاقية أوسلو. ولاحقاً، منح إدراج التراث الثقافي الفلسطيني على قوائم اليونسكو اعترافاً دولياً بهذه الممارسات. على الرغم من هذا الاعتراف، جادل الباحثون بأن التراث الثقافي الفلسطيني غير المادي يكافح من أجل البقاء بسبب الاحتلال الإسرائيلي. فنتيجة لهذا الاحتلال المستمر، تأثر التراث الثقافي غير المادي في فلسطين ببناء الحدود الداخلية التي تمنع الوصول إلى الأراضي، مما أدى إلى إعاقة الممارسات الزراعية التقليدية وأسلوب الحياة شبه البدوية لبعض المجتمعات. كما وُثق السطو الثقافي المنهجي على التراث الفلسطيني، على سبيل المثال سرقة التطريز الفلسطيني التقليدي ونسبه إلى الأزياء الإسرائيلية.
كما دمرت قوات الاحتلال التراث الفلسطيني في بعض الحالات، على سبيل المثال، صادرت القوات الإسرائيلية المنازل الكهفية الفلسطينية في تلال جنوب الخليل وطردت قاطنيها. أدى هذا إلى فصل الشباب في المنطقة عن تراثهم، ومن أجل إعادة الاتصال بهويتهم، جمعوا التاريخ الشفهي عن أسلوب الحياة القائم على الكهوف. كما اقتُرح دعم التراث الثقافي غير المادي كوسيلة لتعزيز الاستدامة الاقتصادية والبيئية، كما في قرية بتير.
يعتبر استمرار الارتباط بتراثهم الثقافي بالنسبة للعديد من الفلسطينيين، شكلاً من أشكال المقاومة. وقد عادت تصاميم الحناء الفلسطينية إلى الظهور من جديد في شعبيتها، مع التركيز على تصاميم الزيتون، من بين أمور أخرى، كعمل من أعمال المقاومة النسائية.

## عناصر التراث الثقافي غير المادي

### القائمة التمثيلية
| العنصر                                                                             | الصورة                                       | تاريخ الإدراج | رقم   | الوصف |
| ---------------------------------------------------------------------------------- | -------------------------------------------- | ------------- | ----- | --- |
| الحكاية الفلسطينية                                                                 |                                              | 2008          | 00124 | شكل سردي باللهجة الفلسطينية، تحكيه النساء لبعضها، عادة خلال فصل الشتاء.                                                            |
| فن الخط العربي: المعارف والمهارات والممارسات +                                     | Palestinian calligraphy on a ceramic tile    | 2021          | 01718 | الممارسة الفنية لكتابة الحروف والكلمات العربية لإظهار عظمتها وجمالها.                                                              |
| فن التطريز الفلسطيني: الممارسات والمهارات والمعارف والتقاليد                       | Woman from Ramallah c.1930s                  | 2021          | 01722 | التطريز التقليدي المستخدم لتزيين الملابس وخاصة النسائية. ويشمل الزخارف كالطيور والأشجار والزهور، وتعكس التصاميم الهويات الإقليمية. |
| النخيل: المعارف والمهارات والتقاليد والممارسات +                                   | Date palm harvesting in Jericho              | 2022          | 01902 | هناك تاريخ طويل لزراعة نخيل التمر واستخدامه في المنطقة، مما أدى إلى تطوير الحرف التقليدية والممارسات الاجتماعية.                   |
| الدبكة: الرقص التقليدي في فلسطين                                                   | Palestinian women dancing traditional Dabkeh | 2023          | 01998 | رقصة ريفية يؤديها رجال ونساء يتحركون معاً في خط واحد، وقد أصبحت رمزاً للمقاومة.                                                      |
| «الفنون والمهارات والممارسات المرتبطة بالنقش على المعادن (الذهب والفضة والنحاس)» + |                                              | 2023          | 01951 | |

## الترشيحات
تنتظر الممارسات التالية إدراجها في قائمة اليونسكو:
| العنصر                                             | الصورة                       | تاريخ الترشيح | الوصف |
| -------------------------------------------------- | ---------------------------- | ------------- | --- |
| الحناء: التقاليد والممارسات الجمالية والاجتماعية + | Palestinian henna (2012)     | 2024          | ممارسة الوشم المؤقت بدوافع طبية وجمالية. |
| ممارسة صناعة الصابون النابلسي                      | Nabulsi soap for sale (2016) | 2024          | يُصنع هذا الصابون القشتالي من زيت الزيتون، وهو صابون تقليدي تصنعه النساء، ويُصنع في نابلس منذ القرن الرابع عشر. بلغت صناعته ذروتها في القرن التاسع عشر، ثم تراجعت في منتصف القرن العشرين. |

## التراث الثقافي غير المادي
تعتبر المعرفة البيئية التقليدية لاستخدام النباتات البرية في أرطاس شكلاً آخر من أشكال التراث الثقافي غير المادي. وتشمل العناصر الأخرى من التراث الثقافي غير المادي التي لم تُدرج أو تُرشح لإدراجها: تحضير القهوة، المقلوبة، العمارة الفلسطينية، الجبن النابلسي. يشمل التراث غير المادي الآخر، بخلاف الشهادات الشفوية من تلال جنوب الخليل، الممارسات الغذائية مثل اللبن الجميد ودبس العنب، بالإضافة إلى الأغاني الشعبية.